# Письма из ада
Письма из ада (дат. Breve fra Helvede) — нравоучительный христианский роман датского священника и писателя Вальдемара Адольфа Тистеда (1815–1887). Произведение было опубликовано в Копенгагене в 1866 году и в первый год выдержало 12 изданий. 
Место действия романа — Ад, типичное фэнтезийное место.

## Краткое содержание сюжета
Рассказчик Отто, умерший в расцвете сил, повествует о мучениях и сожалениях, которые являются следствием эгоцентричной и распутной жизни, которую он вёл в свете. Он также описывает судьбы других потерянных душ, обитающих в Аду, завершая повествование прибытием в Ад матери рассказчика. Некоторые описания ада в книге напоминают «Рай и ад» Эммануила Сведенборга.

## Переводы
Английское издание «Писем из ада» появилось в 1866 году под псевдонимом M Rowel. Переводчиком был преподобный Мордонт Роджер Барнард. Из-за названия книга была запрещена в библиотеке Муди. «Письма из ада» выдержали несколько изданий в XIX веке, одно из которых (1884) содержало предисловие Джорджа Макдональда. Имя Тистеда не упоминается в этих изданиях, а перевод приписывается LWJS. В издании 1911 года переводчиком указана Джули Саттер.

## Критика
К. С. Льюис читал «Письма из ада», и некоторое влияние этой книги можно обнаружить в «Письмах Баламута». Ганс Христиан Андерсен был поглощён книгой и находил в ней детали, напоминающие его собственные сказки.